# ألكسندر جدانوف
ألكسندر جدانوف (بالروسية: Александр Жданов ؛ 25 يناير 1951 - 21 فبراير 2021) كان ممثلًا روسيًا وفنانًا في الاتحاد الروسي.

## السيرة الشخصية
تخرج جدانوف من معهد لينينغراد الموسيقي في عام 1974 وأصبح ممثلاً في مسرح لايتيني. كما عمل في العديد من الأفلام.
توفي ألكسندر جدانوف في سانت بطرسبرغ في 21 فبراير 2021 عن عمر يناهز 70 عامًا.